# 빅뱅 이론 (시트콤)

빅 뱅 이론(영어: The Big Bang Theory)은 미국 CBS에서 방송된 시트콤 드라마이다. 책임 프로듀서는 척 로리, 빌 프레이디이며, 메인 작가인 리 애런슨, 스티브 몰라로까지 네 사람이 감독을 맡았다. 2007년 9월 24일 첫 방송이 시작되어 2019년 5월 16일에 시즌 12 끝으로 종영했다.
캘리포니아 패서디나를 배경으로 하여 5명의 중심 인물이 이야기를 진행한다. 실험 물리학자인 레너드 호프스테더와 이론 물리학자인 쉘든 쿠퍼는 칼텍에서 근무하는 천재 박사들이자 룸메이트이고, 그들의 건너 방에 살고있는 이웃 페니는 매력적인 금발의 여성으로 여배우를 꿈꾸는 종업원이다. 또 레너드와 쉘든의 친구들인 하워드 왈로위츠와 라제쉬 쿠스라팔리가 있다. 지적으로 뛰어나지만 괴짜인데다 사회성도 떨어지는 네 남자들의 모습은 사회성 뛰어나고 상식에 밝은 페니의 모습과 대비되어 웃음을 자아낸다. 세 명의 조연 캐릭터도 등장하는데 버나데트 매리언 로스텐코위스키는 레너드, 쉘든, 라제쉬의 칼텍 동료로, 미생물학을 전공한 페니의 직장 동료이자 친구로 하워드의 연인이 된다. 에이미 페라 파울러는 쉘든과 인터넷으로 만나 연인이 된 신경생물학자로 등장한다. 버나데트와 에이미는 시즌 3에서 게스트로 처음 등장하여 시즌 4부터는 정식 출연진이 되었다.
빅 뱅 이론의 제작은 워너 브라더스 텔레비전과 척 로리 프로덕션에서 맡았다. 2009년 8월에는 TCA 최우수 코메디 시리즈 부분에서 수상했고 짐 파슨스도 코미디 부문 최우수 연기자상을 수상했다. 2010년에는 피플스 초이스 어워드에서 최고 인기 코메디상을 수상했고 짐 파슨스도 프라임타임 에미상에서 코미디 부분 최우수 남자 주연상을 받았다.
시즌 3이 2009년 9월 21일 첫방송은 미국 전역에서 1283만명이 시청하면서 쇼 역사상 최고기록을 경신했고, 빅 뱅 이론은 CBS에서 18세-49세 연령층의 시청률이 가장 높은 프로그램이 되었다. 2010년 5월 19일에는 방송 시간대를 목요일 8시 (동부 표준시)로 옮기는 발표가 있었다. 2011년 1월 12일 CBS는 빅 뱅 이론이 세 시즌 더 제작될 것이라고 밝히면서, 2013-2014시즌까지 방송하게 되었다.
CBS는 2013-2014 시즌의 프로그램 시즌을 경신하면서 빅 뱅 이론의 시즌 8~10의 제작을 발표하였다.
빅 뱅 이론은 시즌 7 2회에서 2044만명이 시청하며 최고 시청률을 경신하였다.

## 등장인물
- 셸던 리 쿠퍼(Sheldon Lee Cooper)
  - 배우 : 짐 파슨스
  - 이론물리학자. 애칭은 셸리. 머리가 매우 명석하며, 본인 스스로도 그것을 당연하다고 생각한다. 자신의 천재성을 강조하며 남을 깔보는 매우 거만한 성격의 소유자처럼 보이지만, 타인들과의 상호작용이 미숙할 뿐이다. 자신의 행동 규칙을 남들에게(특히 룸메이트인 레너드에게 룸메이트 계약서를 이용하여) 강요한다. 만화와 영화를 매우 좋아하며, 새 만화책을 차지하기 위해서 친구와의 신경전도 마다하지 않는다.
  - 드라마 설정 상, 드라마의 무대가 되는 캘리포니아공대 (California Institute of Technology, CALTECH) 박사학위 소지자로 추정된다. (하워드 왈로위츠의 MIT를 개무시하는 설정으로 미루어보아....CALTECH은 MIT에 비해 역사가 짧지만, 졸업생 숫자 대비 노벨상 수상자 숫자가 전세계 1위이다. *노벨상 수상자를 가장 많이 배출한 학교는 2017년 1월 현재까지는 하버드대학교이다. CALTECH은 소수 정예를 지향하는 학교로, 입학생 숫자가 MIT의 1/3 밖에 되지 않는다. 이 때문에 CALTECH의 학생들은, MIT는 개나소나 다 가는 학교라고 깐다. 실제 지원자 수 대비 입학률은 CALTECH이 MIT에 비해 훨씬 낮다. 그만큼 입학이 어렵다. CALTECH과 MIT 학생들간의 신경전은 검색을 통해 쉽게 확인할 수 있다.)
- 레너드 리키 호프스태더(Leonard Leakey Hofstadter)
  - 배우 : 조니 갈레키
  - 실험 물리학자, 쉘든의 룸메이트. 실험 물리학자라는 이유로 쉘든에게 종종 무시를 당하며, 늘 자신의 행동 규칙을 강요하는 쉘든에게 시달림을 당한다. 시즌 3부터는 페니와 커플이 된다.
  - 드라마 설정 상, 아이비리그에 속하는 명문대인 Princeton에서 박사학위를 한 것으로 추정된다. 보통 미국의 명문대를 학부 기준으로 HYPMSC를 꼽는데, 3번째로 꼽히는 명문대이다. (H: Harvard, Y: Yale, P: Princeton, M: MIT, S: Stanford, C: CALTECH)
- 페니(Penny)
  - 배우 : 케일리 쿠오코
  - 쉘든과 레너드의 이웃집에 사는 여성. 쉘든의 사고방식을 이해하지 못해 쉘든과의 대화에 늘 어려움을 겪으며, 때로는 쉘든과 신경전을 벌이기도 한다. 시즌 3부터는 레너드와 커플이 된다.
- 하워드 조엘 왈로위츠(Howard Joel Wolowitz)
  - 배우 : 사이먼 헬버그
  - 유대인 출신의 엔지니어. 어머니와 같이 살며, 늘 소리를 지르는 어머니 때문에 스트레스가 이만저만이 아니다. 여자를 보면 항상 먼저 달려드나, 주책없는 말로 인해 제대로 된 접근을 하지 못한다. 시즌 3부터는 버나데트와 커플이 되며, 시즌 5 마지막회에서 결혼한다. 그리고 할리와 마이클의 두 아빠가 된다.
  - MIT 공학 석사 출신의 Engineer (공학자)이다. 드라마에서 우주와 관련 된 프로젝트를 담당하며, 우주에 다녀온 우주비행사.
- 라제쉬 라마얀 쿠스라팔리(Rajesh Ramayan Koothrappali)
  - 배우 : 쿠널 나이어
  - 인도 출신의 천체물리학자. 항상 부모님의 간섭에 시달리며, 특히 여자 앞에서 입도 열지 못하는 성격 탓에 연애에 더욱 어려움을 겪고 있다가 시즌6에서 여자와 말할 수 있게 된다. 하워드의 딸 할리의 대부godfather가 된다.
  - 인도 출신으로, 영국 Cambridge 대학에 유학하여 박사학위를 취득하고, CALTECH에서 천체물리학 전공 연구원으로 일하고 있다.
- 버나데트 매리언 로스텐코위스키(Bernadette Marian Rostenkowski)
  - 배우 : 멀리사 로치
  - 미생물학자. 첫 등장 때는 페니와 함께 치즈케이크 팩토리에서 일했다. 페니의 소개로 하워드와 만났으며, 시즌 5 마지막회에서 결혼한다. 하워드와 함께 할리와 마이클 두 자녀와 가족을 이룬다.
  - 처음 등장할 때는 대학원생으로 나오고, 후에 박사학위를 취득한다. 따라서 CALTECH에서 박사학위를 취득한 설정. 졸업 후 제약회사에서 많은 돈을 받으며 연구원으로 재직하고 있다. 승부욕이 강하고 하워드 엄마처럼 소리지를 때가 많다.
- 에이미 페라 파울러(Amy Farrah Fowler)
  - 배우 : 마임 바이알릭
  - 신경생물학자. 시즌 3에 첫 등장했으며, 인터넷 미팅을 통해 쉘든과 만났다. 현재 쉘든과 커플이다. 한번의 이별이 있었고 시즌11의 마지막화에서 결혼을 하였다.
  - 드라마에서는 Harvard 출신 신경 생물학자로 등장한다. 초기에는 칼텍이 아닌 다른 대학의 연구원으로 근무하는 것으로 나온다. (칼텍주변의 학교인 것으로 보아, UCLA로 추정된다.) 후에 칼텍에 방문 연구원으로 근무하고, 칼텍으로 이직한 설정으로 나온다.
  - 드라마에 등장하는 주요 배우 중, 유일하게 실제로 박사학위를 취득했다. 마임 바이알릭은 UCLA에서 생물학을 전공했으며, 2007년 UCLA에서 신경생물학 박사학위를 취득했다. *원래 아역 배우 출신으로, 80년대에 데뷔했고, 이후 학업에 열중하여 박사학위를 취득하고 연구원 생활을 지속했으나, 연구원 생활과 육아 생활의 동시 진행이 어려워 다시 배우로 전향했다.
- 알렉스 젠슨(Alex Jensen)
  - 배우 : 마고 하슈먼
  - 쉘든의 조수. 레너드에게 관심을 표시하지만, 페니와 레너드 사이가 더 단단해 지는 데 기여를 한다.
- 메리 쿠퍼(Mary Cooper)
  - 배우 : 로리 멧커프
  - 쉘든의 어머니. 텍사스에 거주하며 매우 독실한 기독교 신자이다. 하지만 쉘든의 동거엔 개방적이고 매우 기뻐하였다.
- 베벌리 호프스테더(Beverly Hofstadter)
  - 배우 : 크리스틴 배런스키
  - 레너드의 어머니. 신경과학자이다. 레너드의 유아기를 다룬 책을 저필하며 레너드를 아들보다는 관찰대상, 실험대상으로 보는 경향이 있었다. 시즌 마지막에는 레너드와의 사이가 극적으로 회복된다.
- 왈로위츠 부인(Mrs. Wolowitz)
  - 배우 : 캐롤 앤 수시
  - 하워드의 어머니. 극중 모습을 드러낸 적이 거의 없으며(시즌 6에서 뒷모습이 나온 적은 있다.) 항상 목소리로만 등장한다. 귀가 좋지 않아 말할 때마다 소리를 지르며, 이에 하워드도 소리를 지르면서 답한다.[9]실제 성우가 사망하면서 시즌 8의 "The Comic Book Regeneration" 에피소드에서 돌아가신 것으로 표현된다.

## 레너드와 페니의 관계
- 반복되는 줄거리 중 하나는 레너드와 페니의 관계이다. 레너드는 파일럿 에피소드에서 페니에게 매력을 느끼고, 그녀를 위해 호의를 베푸는 장면들은 첫 시즌의 주요한 유머 포인트이다. 한편, 페니는 근육질의 매력적이고 멍청하고 둔감한 운동 선수들과 데이트를 한다. 그들의 첫 장기적인 관계는 레너드가 시즌 3 북극에서 3개월 간의 탐험에서 돌아올 때 시작된다. 그러나 레너드가 페니에게 사랑한다고 말하자, 그녀는 그 말에 대답해 줄 수 없다는 사실을 깨닫고 헤어진다. 레너드와 페니는 각자 다른 사람들과 계속 데이트를 하게 되고 가장 주목할 만한 것은 레너드가 시즌 4의 대부분을 라지의 여동생 프리야와 데이트하는 것이다. 이 관계는 "착한 남자 변동" 에피소드에서 라지가 페니와 잤다고 오해하게 되면서 위험에 처하게 되고, 프리야가 전 남자친구와 잠자리를 하면서 결국 끝이 난다.
- "룸메이트 형상변환" 에피소드에서 레너드를 놓친 것을 인정한 페니는 "베타 테스트 시작"에서 다시 사귀기를 수락한다. 페니가 "가속 실행" 에피소드에서 섹스를 제안한 후, 레너드는 그녀에게 프로포즈를 하여 분위기를 깨뜨린다. 페니는 "No"라고 말하지만 그와 헤어지지는 않는다. 그녀는 "명백한 애정의 증거" 에피소드에서 두 번째 만남을 중단한다. 시즌 6의 43 에피소드에서 페니는 마침내 레너드에게 사랑한다고 말한다. 이성에게 큰 관심을 받는 두 사람은 질투를 느끼지만, "본보야지 반응" 에피소드에서 레너드가 4개월 간의 북해 원정을 떠나면서도 페니는 안정적인 관계를 유지한다. 그가 돌아온 후, 그 관계는 일곱 번째 시즌 동안 꽃을 피운다. "고릴라 해체" 에피소드에서 페니는 결혼해야 한다고 인정하고, 레너드는 그녀가 진지하다는 것을 깨닫고 몇 년 동안 가지고 다녔던 반지로 프러포즈한다. 레너드와 페니는 시즌 8 마지막 에피소드에서 라스베가스로 결혼을 위해 갑작스럽게 떠나기로 결정하지만, 결혼 전에 비밀이 없길 바란다며 레너드는 북해 탐험 중 다른 여자 맨디 차우( 멜리사탕 )와 키스한 것을 인정한다. 그럼에도 불구하고 레너드와 페니는 마침내 시즌 9 첫번째 에피소드에서 결혼하고 행복해한다. 시즌 9 마지막 에피소드가 되자 페니와 레너드는 가족과 친구들을 위해 두 번째 결혼식을 하기로 결정한다. 시즌 10에서 쉘든이 에이미와 함께 페니의 오래된 아파트로 이사하여 페니와 레너드가 마침내 남편과 아내로 독립되어 살 수 있게 된다.
- 시즌 12에서 페니는 아이를 갖고 싶지 않다고 공론하고, 레너드는 마지못해 그녀의 결정을 따르게 된다. 이 후 페니의 옛 남자친구인 잭과 잭의 아내는 불임으로 레너드가 대리부가 되어 주기를 원한다. 페니는 레너드가 정자를 기증하는 데 마지못해 동의해준다. 그러나 정자기능을 위해 몇일 간 금욕을 해야한다는 것을 알면서도 페니는 유혹하려고 하고, 페니의 아버지 와이어트는 아이를 갖는 것에 대해 페니 본인이 생각보다 더 갈등하고 있음을 지적하고 페니는 인정한다. 페니는 아이를 갖지 않으면 그녀의 아버지와 레너드를 실망시킬 수 있다는 것에 기분이 좋지 않다. 페니의 아버지 와이어트는 페니가 결점들을 가지고 있음에도 불구하고 그녀의 부모가 된 것이 그에게 일어난 최고의 일이며, 그 경험을 놓치지 않기를 바라지만 결국 무엇을 선택하든 그녀를 지지할 것이라고 말한다. 결국 레너드는 자신이 키울 수 없는 아이를 원치 않아 마음을 바꾼다. 시리즈 12 마지막 에피소드에서 페니는 레너드의 아기를 임신하고, 그녀는 아이를 원하지 않는다는 생각을 바꾸게 된다.

## 쉘든과 에이미의 관계
- 시즌 3의 마지막 에피소드에서 라지와 하워드는 쉘든의 여자친구를 찾기 위해 온라인 데이트 사이트에 신청서를 올리고 신경생물학자인 에이미 페러 파울러를 찾는다. 쉘든과 마찬가지로 그녀는 사교적이지 못했으며, 어머니와의 약속을 실천하기 위해 온라인 데이트에 참여했다. 따라서 쉘든과 에이미는 매일 의사 소통하면서도 레너드와 페니에게 그들이 낭만적인 관계가 아니라고 주장하는 스토리 라인을 생성한다. "계약 해부" 에피소드에서 쉘든과 에이미는 춤을 추고 이야기를 나누다가 에이미가 쉘든에게 키스한다. 화를 내는 대신 쉘든은 "매혹적"이라고 말하고, 이후에 "불타는 스피툰 획득" 에피소드에서 에이미에게 여자친구가 되어 달라고 요청한다. 그날 밤 쉘든은 남자 친구로서의 기본 규칙을 확인하기 위해 "관계 계약서"를 작성한다(레너드와의 "룸메이트 계약"과 유사). 에이미는 동의하지만 나중에 관계 계약서를 변호사에게 읽어주지 않은 것을 후회한다.
- "가속 실행" 에피소드에서 에이미는 자신과 쉘든사이의 친밀도를 높이기 위해 "신경생물학적 트릭의 가방"을 사용하려고 한다. 그녀의 노력에 쉘든은 행복하지 않은척 보이려 하지만, 에이미를 막으려 하지는 않는다. 시즌 5의 마지막 에피소드인 "카운트다운 반사"에서 하워드가 우주로 발사될 때 쉘든은 옆에 앉아있는 에이미의 손을 잡는다. 시즌 6의 첫 번째 에피소드 "데이트 변수"에서 기대에 부응하지 못한 저녁 식사 후, 에이미는 마음으로부터 나오는 진심을 그녀에게 말하지 않으면 관계가 끝났다는 최후 통첩을 한다. 쉘든의 낭만적인 연설이 스파이더맨 영화의 대사 내용이라는 것을 알게 되어도 에이미는 받아들인다. "쿠퍼/크립키 도치" 에피소드에서 쉘든은 신체 접촉에 대한 불편함을 해결하기 위해 노력하고, 언젠가 에이미와 섹스를 할 "가능성"이 있다고 인정한다. 에이미는 "사랑의 주문 잠재력" 에피소드에서 비슷한 감정을 가지고 있음을 드러낸다. 쉘든은 에이미 이전에 누구와도 친밀감에 대해 생각해 본 적이 없다고 설명한다.[10]
- "기관차 조작" 에피소드는 쉘든이 에이미와 키스를 시작하는 첫 번째 편이다. 처음에는 비꼬는 말투로 시작했지만, 그는 자신도 그 감정을 즐기는 것을 느낀다. 결과적으로 쉘든은 남은 시즌 동안 천천히 마음을 열기 시작하고 에이미와 더 친밀한 관계로 발전하게 된다. 그러나 시즌 마지막 에피소드에서 쉘든은 주변의 변화들을 받아들이지 못하고 일시적으로 떠나버리고, 에이미는 정신이 없다. 그러나 여행 45일 후, 쉘든은 기차에서 강도를 당하고 레너드에게 전화해 집에 데려다 달라고 부탁하지만 에이미는 몇 주 동안 연락이 되지 않고 레너드를 본인보다 먼저 생각한 것에 화가 나있다. 쉘든이 스스로 해내지 못했다는 사실을 인정하기에는 너무 창피해서 그녀에게 전화하지 않았다고 인정하자, 에이미는 그가 완벽하지 않다는 것을 받아들인다. "무도회 동등성" 에피소드에서 쉘든은 에이미와 함께 옥상에서 열릴 무도회에 가는 것을 피하기 위해 방에 숨는다. 대치 상황에서 에이미는 쉘든을 사랑한다고 고백하려 하지만 쉘든이 먼저 에이미를 사랑한다고 말함으로써 그녀를 놀라게 한다. 이 고백으로 인해 에이미는 공황 발작을 일으키게 된다.
- 시즌 8 마지막 에피소드에서 쉘든과 에이미는 그들의 5주년 기념일을 두고 싸우게 된다. 에이미는 쉘든이 자신에게 프로포즈 할 것을 모른 채 시간을 갖자고 한다. 시즌 9에서는 에이미가 헤어질 마음을 먹을 때까지 쉘든이 가만두지 않는 것을 보여준다. 둘 다 싱글 생활로 어려움을 겪고 몇 주 동안 친구가 되려고 노력한다. 에피소드 10에서 재회하고 에이미의 생일에 처음으로 섹스를 한다. 시즌 10에서 에이미의 아파트가 물에 잠기게 되어 쉘든과 실험의 일환으로 페니의 아파트에서 일시적인 동거를 한다. 그것을 단초로 그들은 함께 살게 된다.
- 시즌 11 첫 에피소드에서, 쉘든은 에이미에게 프로포즈하고 에이미는 받아들인다. 그들은 시즌 11 마지막화에 결혼한다.

## "소프트 키티" 노래
- 극중에서 "소프트 키티"노래는 쉘든이 아플 때 쉘든의 어머니가 불러주신 것으로 나온다.
- 여러 에피소드에서 반복적으로 사용되어 대중화되었으며, 2018년 2월 1일에 방송된 Young Sheldon[11]의 에피소드에서 쉘든의 어머니 메리가 독감에 걸린 아들에게 노래를 부르는 모습을 담고 있다.